# Ensemble Kreuzgasse (Weilheim in Oberbayern)

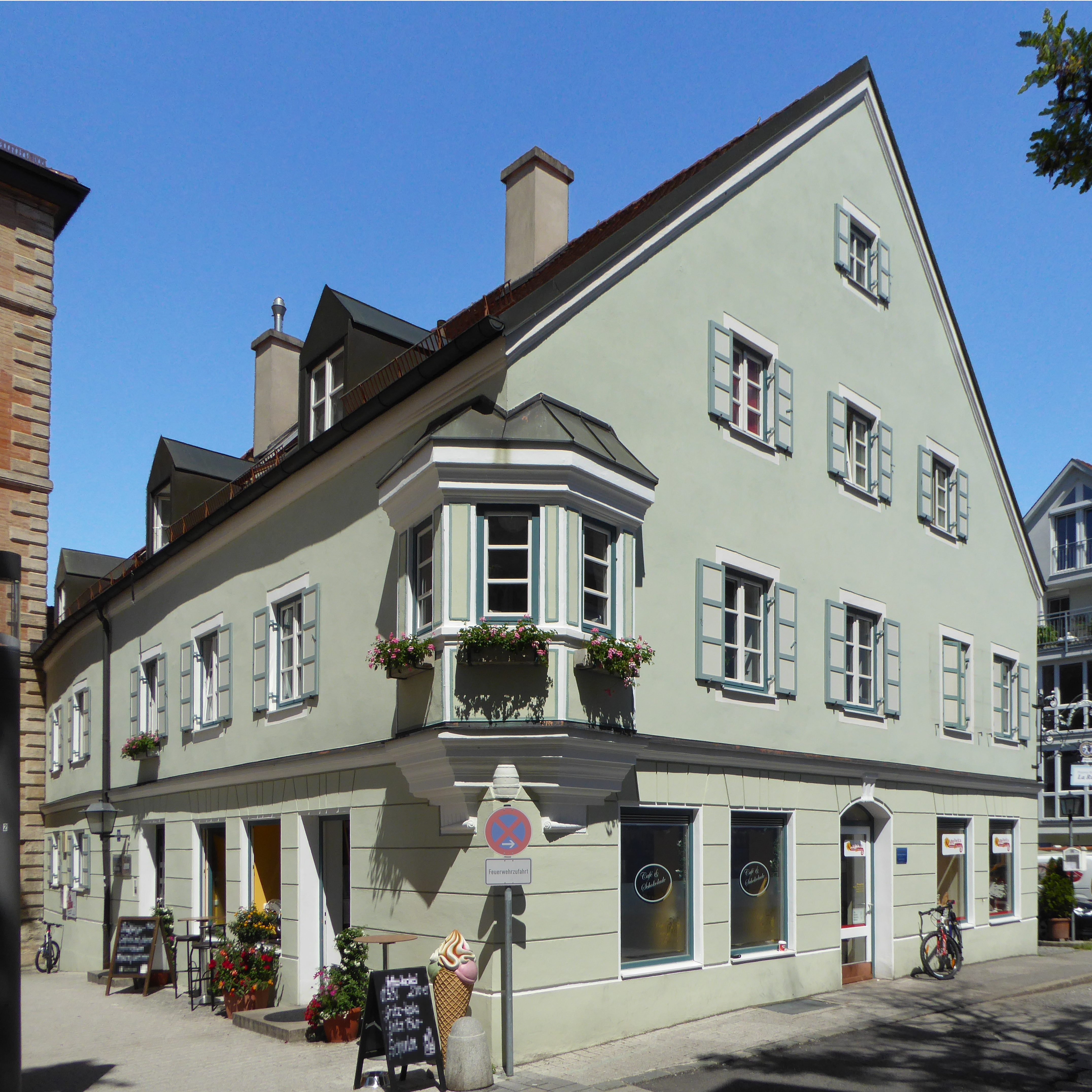
Kreuzgasse 10 in Weilheim

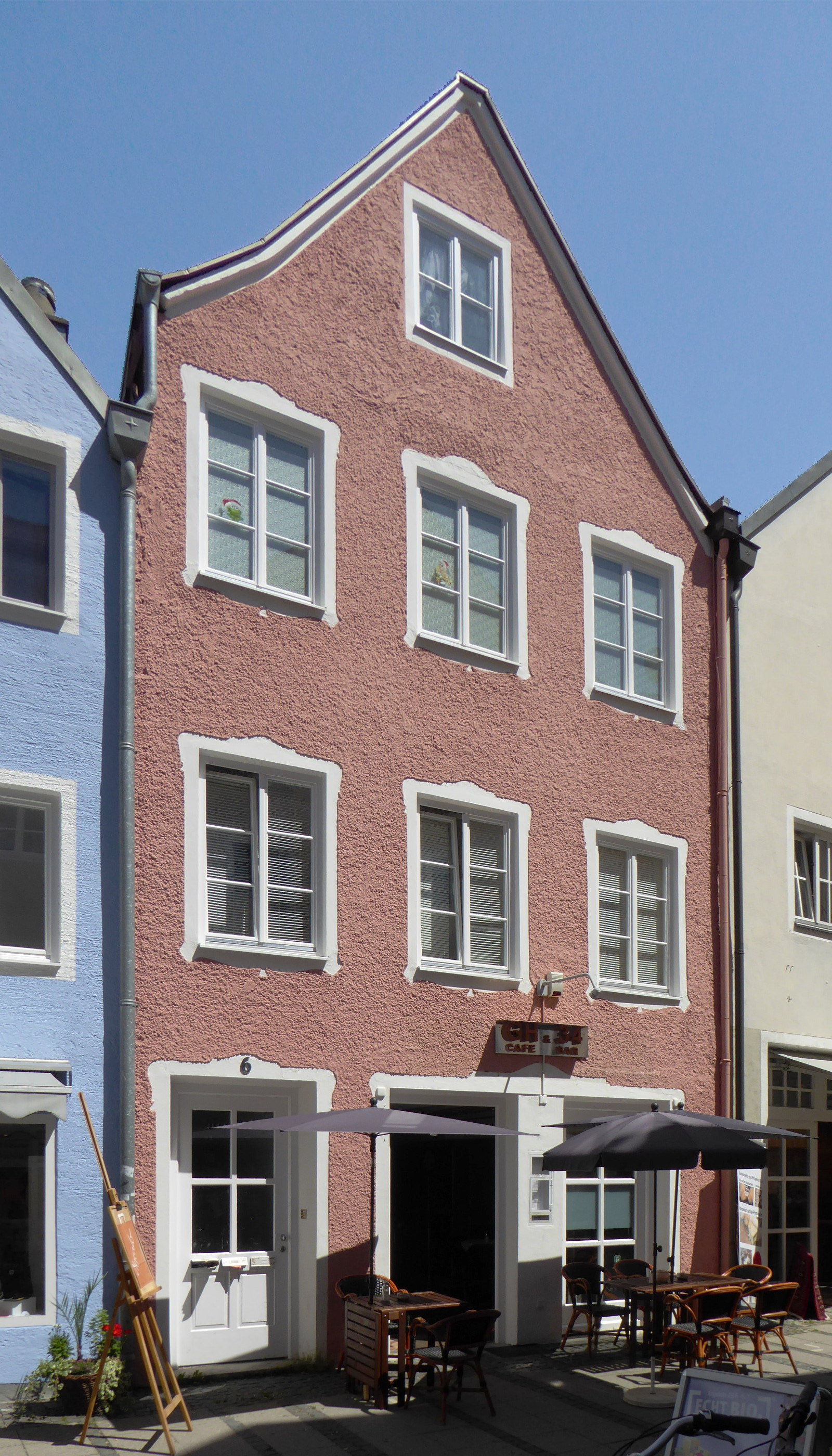
Kreuzgasse 6 in Weilheim

Das Ensemble Kreuzgasse in Weilheim in Oberbayern, der Kreisstadt des oberbayerischen Landkreises Weilheim-Schongau, ist ein Bauensemble, das unter Denkmalschutz steht.

## Beschreibung
Das Ensemble wird umgrenzt von den Gebäuden Kreuzgasse 1, 2, 3, 4, 5, 6, 7 (gleichzeitig Ledererstraße 14), 8, Marienplatz 17 und 19.
Die enge Kreuzgasse in der Altstadt, 1499 erstmals erwähnt und eine der ältesten Straßen Weilheims, führte ursprünglich vom Marienplatz zum westlichen Stadtausgang, dem sogenannten Schergentürl, das 1837 abgebrochen und durch das Gebäude des Gefängnisses ersetzt wurde. 
Auf beiden Seiten stehen kurze geschlossene Reihen meist giebelständiger Häuser des 18. und 19. Jahrhunderts.

## Einzeldenkmäler
- Kreuzgasse 1: Wohn- und Geschäftshaus
- Kreuzgasse 6: Wohnhaus